# NGC 855

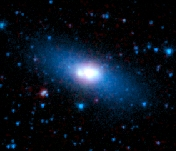
NGC 855 par le télescope spatial Spitzer.

NGC 855 est une petite galaxie elliptique relativement rapprochée et située dans la constellation du Triangle. NGC 855 a été découverte par l'astronome germano-britannique William Herschel en 1786. Le professeur Seligman considère cette galaxie comme étant lenticulaire.

## Caractéristiques
Sa vitesse par rapport au fond diffus cosmologique est de 343 ± 18 km/s(343 ± 18) km/s, ce qui correspond à une distance de Hubble de 5,06 ± 0,44 Mpc (∼16,5 millions d'al).
À ce jour, deux mesures non basées sur le décalage vers le rouge (redshift) donnent une distance de 9,280 ± 0,636 Mpc (∼30,3 millions d'al), ce qui est à l'extérieur des valeurs de la distance de Hubble. Étant donné la proximité de cette galaxie avec le Groupe local, ces mesures sont peut-être plus près de la distance réelle de NGC 855.
NGC 855 présente une large raie HI.